# Weekley
Weekley är en ort och civil parish i Storbritannien.   Den ligger i grevskapet Northamptonshire och riksdelen England, i den sydöstra delen av landet, 110 km norr om huvudstaden London. Weekley ligger 82 meter över havet och antalet invånare är 242.
Terrängen runt Weekley är platt. Runt Weekley är det tätbefolkat, med 397 invånare per kvadratkilometer. Närmaste större samhälle är Kettering, 2,8 km sydväst om Weekley. Trakten runt Weekley består till största delen av jordbruksmark.